# Putini
 Putini  (olaszul: Putini) falu Horvátországban, Isztria megyében. Közigazgatásilag Kanfanarhoz tartozik.

## Fekvése
Az Isztria középső részén, Rovinjtól 12 km-re északkeletre, községközpontjától 8 km-re délnyugatra a Kanfanar – Rovinj főút mellett fekszik.

## Története
A településnek 1880-ban 18, 1910-ben 26 lakosa volt. Az első világháború után a rapallói szerződés értelmében Isztria az Olasz Királysághoz került. A második világháború után Jugoszlávia része lett. Jugoszlávia felbomlása után 1991-ben a független Horvátország része lett. 2011-ben a falunak 69 lakosa volt. Lakói mezőgazdasággal (szőlő, olajbogyó és gabonatermesztéssel) foglalkoznak.

## Lakosság
| Lakosság változása | Lakosság változása | Lakosság változása | Lakosság változása | Lakosság változása | Lakosság változása | Lakosság változása | Lakosság változása | Lakosság változása | Lakosság változása | Lakosság változása | Lakosság változása | Lakosság változása | Lakosság változása | Lakosság változása | Lakosság változása |
| ------------------ | ------------------ | ------------------ | ------------------ | ------------------ | ------------------ | ------------------ | ------------------ | ------------------ | ------------------ | ------------------ | ------------------ | ------------------ | ------------------ | ------------------ | ------------------ |
| 1857               | 1869               | 1880               | 1890               | 1900               | 1910               | 1921               | 1931               | 1948               | 1953               | 1961               | 1971               | 1981               | 1991               | 2001               | 2011               |
| 0                  | 0                  | 18                 | 20                 | 18                 | 26                 | 0                  | 0                  | 25                 | 27                 | 29                 | 30                 | 38                 | 40                 | 46                 | 69                 |